# Abaris
Abaris der Hyperboreer (altgriechisch Ἀβάρις Ὑπερβορέος Abáris Hyperboréos) war nach der antiken griechischen Überlieferung ein legendärer Reinigungspriester des Gottes Apollon. Nach den unterschiedlichen Angaben der Quellen müsste er entweder im 8. oder im 7. oder 6. Jahrhundert v. Chr. gelebt haben. Über ihn wurden zahlreiche Wundergeschichten erzählt. Ob eine historische Person hinter den Erzählungen steht, bleibt ungeklärt.

## Überlieferung
Nach der ältesten überlieferten Erwähnung des Abaris beim Dichter Pindar soll Abaris zur Zeit des letzten lydischen Königs Kroisos, also um die Mitte des 6. Jahrhunderts v. Chr., gelebt haben. Die nächste Erwähnung stammt vom Historiker Herodot. Ihm zufolge war Abaris ein Hyperboreer. Er will aber weiter nichts über Abaris sagen, da er ihn offenbar nicht für eine historische Gestalt hält, und erwähnt lediglich, dass er mit einem Pfeil in der Hand über die Erde gewandert sein soll, ohne je etwas zu essen. Diese Nachricht lässt bereits eindeutig erkennen, dass Abaris im Zusammenhang mit der Verehrung Apollons stand, da der Pfeil ein Symbol für den Gott ist, und die mythischen Hyperboreer als Apollonverehrer galten. Platon nennt Abaris den Hyperboreer im Zusammenhang mit Zalmoxis und erwähnt ihn als Heiler von Krankheiten, die dieser mit Hilfe von Zaubersprüchen (έπωδαί) bzw. Besprechungen bewirkt haben soll.
Der Redner Lykurgos von Athen berichtet, der Hyperboreer Abaris sei, während in seiner Heimat eine Hungersnot ausgebrochen war, nach Griechenland gekommen, sei hier in die Dienste Apollons getreten, habe von ihm die Kunst der Weissagung erlernt, und sei danach wahrsagend durch Hellas gezogen. Nach den Apollon. mirab. 4 soll Abaris, der Priester des Hyperboreischen Apollon, den Spartanern Abwehropfer (κολυτήρια) empfohlen haben, die bewirkten, dass die Stadt nie wieder von der Pest betroffen wurde. Pausanias schreibt, Abaris der Hyperboreer soll in Sparta einen Tempel der Kore Soteira gebaut haben, den andere auf den Thraker Orpheus zurückführten.
Jüngere Zeugnisse machen aus dem Hyperboreer Abaris einen Skythen, da man die im Norden angesiedelten Hyperboreer mit den Skythen der russischen Steppen gleichsetzte. In diesem Sinn erwähnt Strabon den Abaris als Beispiel eines tugendhaften Skythen, der bei den Griechen stets gern aufgenommen worden sei.
Die Neuplatoniker Porphyrios und Iamblichos berichten fast gleichlautend über die angebliche Begegnung des Abaris mit Pythagoras. Diese Schilderungen gehen auf Herakleides Pontikos zurück, der als Erster die Abarislegende ausgestaltet hat; sie ist heute nicht mehr erhalten. Demnach war Abaris Priester des hyperboreischen Apollon. Er sei Pythagoras begegnet und habe in ihm eine Inkarnation des Apollon erkannt, da er seinen goldenen Schenkel erblickt hatte. Daraufhin habe Abaris seinen Pfeil, auf dem er durch die Lüfte geflogen sei, dem Apollo = Pythagoras zurückgegeben und sei dessen Jünger geworden. Hekataios von Abdera hat Abaris in seinem Buch über die Hyperboreer ebenfalls mitberücksichtigt.
Bei mehreren christlichen Autoren wird Abaris im Zusammenhang mit der Auseinandersetzung mit der heidnischen Religion als Beispiel genannt; so nennt ihn Clemens von Alexandria als Weissager, Origenes erwähnt seinen angeblichen Flug auf dem Pfeil, Iulius Firmicus Maternus schreibt Abaris die Schaffung eines bestimmten Götterbildes zu. Schließlich schreibt noch Nonnos von Panopolis dass Abaris auf seinem Pfeil durch die Lüfte geflogen sei.
Das byzantinische Lexikon Suda nennt Abaris einen Skythen, Sohn des Seuthes. Die Suda schreibt ihm neben den Skythischen Orakeln die Werke Hochzeit des Flusses Hebros, Reinigungen, eine Theogonie in Prosa und Die Ankunft Apollons bei den Hyperboreern in Versen zu.

## Deutung
Obwohl aufgrund der Quellenlage (widersprüchliche Angaben, Erwähnungen aus weit späterer Zeit) keine sicheren Aussagen über Abaris möglich sind, neigt die Religionswissenschaft heute dazu, die Verwandtschaft vieler Motive der Abarislegende mit Phänomenen des Schamanismus zu sehen. Dafür spricht auch seine angebliche Herkunft, die man nördlich des Schwarzen Meeres suchen wird müssen. Im Schamanismus wird ebenso wie bei Abaris von Flugerlebnissen, Heilungen, Reinigungen berichtet. Die Geschichte mit dem goldenen Schenkel des Pythagoras deutet ebenfalls in diese Richtung.

## Nachwirkung
Geoffrey von Monmouth stellte 1138 in seinem Buch Historia Regum Britanniae einen Zusammenhang zwischen Bladdud, dem legendären Gründer der vorrömischen Stadt Bath, dem man ebenfalls die Fähigkeit zu fliegen zuschrieb, und Abaris her. Er soll nach der Legende, ebenso wie Abaris, Griechenland besucht haben und dort in die Mysterien eingeweiht worden sein. Möglicherweise wurden hier zwei Mythen miteinander vermischt bzw. gleichgesetzt.
Abaris ist eine Hauptfigur der Oper Les Boréades oder der Triumph des Abaris des französischen Komponisten Jean-Philippe Rameau (1763).
Abaris war auch der Ordensname Johann Wolfgang von Goethes bei den Illuminaten. Beweise liefert der zehnte Band der Illuminatenakten, worin auch Goethes Beitrittserklärung steht. Die Akten sind in Deutsch verfasst und der in schwarzem Leder eingebundene Band ist bis heute in Besitz Russlands. Der zehnte Band mit dem in Goldschrift aufgesetzten Schriftzug „Reverse und Lebensläufe“ galt bis 1991 als verschollen. Bis heute verweigert Russland die Übergabe an Deutschland und beharrt darauf, da die Dokumente zu wichtig für die Interessen des eigenen Landes seien.